# Sveti Štefan, Cerknica
Sveti Štefan (izgovarjava [ˈsʋeːti ˈʃteːfan], nemško St. Stefan) je nekdanje naselje v občini Cerknica v osrednji Sloveniji. Danes je del vasi Lipsenj. Naselje leži na Notranjskem in je danes tako kot preostanek občine del Primorsko-notranjske statistične regije.

## Geografija
Sveti Štefan leži v dolini vzhodno od središča Lipsenja. Vzhodno od Svetega Štefana pri izvirih Obrha izvira potok Štebrščica (nižje imenovan Lipsenjščica). Voda ponavadi teče le iz spodnjega izvira, po močnem deževju pa iz obeh izvirov.

## Ime
Vas je dobila ime po domači cerkvi, ki je posvečena svetemu Štefanu.

## Zgodovina
Sveti Štefan je leta 1880 štel 21 prebivalcev v štirih hišah, leta 1890 16 prebivalcev v petih hišah, leta 1900 pa 19 prebivalcev v štirih hišah. Leta 1952 se je Štefan priključil Lipsenju in s tem izgubil status samostojnega naselja.